# Hārūn ibn Habīb
Hārūn ibn Habīb (arabisch هارون بن حبيب, DMG Hārūn ibn Ḥabīb) war ein Bewohner der Stadt Ilbīra (Elvira), des späteren Granada, gegen den während der Herrschaft des umayyadischen Emirs ʿAbd ar-Rahmān ibn al-Hakam (reg. 822–852) ein aufsehenerregender Blasphemieprozess geführt wurde. Der Prozess, der sich wahrscheinlich 851 ereignete, hatte deswegen eine besondere Brisanz, weil Hārūns Bruder ʿAbd al-Malik ibn Habīb der führende Rechtsgelehrte im Emirat von Córdoba war, der auch in einem besonderen Näheverhältnis zum Emir stand. Für die Geschichte des islamischen Strafrechts ist der Prozess unter anderem deswegen bedeutsam, weil er einen der frühesten Fälle darstellt, in dem die islamische Rechtsmaxime zur Anwendung kam, der zufolge Hadd-Strafen durch Verweis auf Ungewissheiten abzuwenden sind.
Die wichtigsten Quellen für den Prozess sind die Sammlung von Biographien andalusischer Rechts- und Traditionsgelehrter von Ibn al-Hārith al-Chuschanī (st. 971) sowie die mālikitische Biographiensammlung Tartīb al-madārik wa-taqrīb al-masālik von al-Qādī ʿIyād (st. 1149).

## Hintergrund
Über die Biographie von Hārūn ibn Habīb weiß man nicht viel, weil die arabischen biographischen Werke ihm keinen Eintrag gewidmet haben, allerdings ist bekannt, dass er sich für Kalām interessierte. Nach der Beschreibung von al-Qādī ʿIyād war Hārūn jähzornig (ḍaiyiq aṣ-ṣadr), aufbrausend (kaṯīr at-tabarrum) und gegenüber den Bewohnern der Stadt Ilbīra voreingenommen und redete schlecht über sie. Die beiden Aussprüche, die zu der Blasphemie-Anklage gegen ihn führten, erfolgten zu zwei unterschiedlichen Gelegenheiten im Zustand des Zorns.
Die erste Bemerkung tat er gegenüber einem Mann, der eine Leiter bei ihm ausleihen wollte, um damit Reparaturarbeiten an einer Moschee durchzuführen. Hārūn ibn Habīb wies ihn mit den Worten zurück: „Ich würde sie Dir nur geben, wenn damit eine Kirche repariert werden würde.“ Der Mann war über diese Antwort schockiert und erinnerte Hārūn daran, dass eine Moschee einer Kirche doch überlegen sei. Darauf antwortete Hārūn: „Nein, bei Gott. Ich habe gesehen, dass derjenige, der sich an Gott hält, im Stich gelassen wird, während derjenige, der sich an die Synagoge und die Hostien hält, eine hohe Stellung hat und in einer guten Situation ist.“ Jorge Aguadé vermutet, dass Hārūn ibn Habīb die religiösen Gefühle seines Nachbarn tatsächlich verletzen wollte. Maribel Fierro sieht dagegen in dieser Bemerkung eher eine indirekte Kritik an dem Emir, denn dieser ließ die Steuern in der Provinz Ilbīra durch einen Christen namens Rabīʿ einsammeln.
Die zweite Bemerkung Hārūns erfolgte, als zwei Männer ihn besuchten, als er gerade von einer schweren Krankheit genesen war. Als sie nach seinem Gesundheitszustand fragten, äußerte er, dass er sich jetzt gut fühle. Dem fügte er hinzu: „Das alles, was ich aber bei dieser Krankheit erlitten habe, wäre selbst in dem Fall, dass ich Abū Bakr und ʿUmar getötet hätte, nicht gerechtfertigt gewesen.“ Da jede negative Anmerkung über Abū Bakr und ʿUmar zu jener Zeit als schiitisches Sektierertum verstanden wurde, brachte sich Hārūn mit dieser Bemerkung ebenfalls in Gefahr.
Die besagten Personen zeigten Hārūn ibn Habīb wegen dieser Äußerungen beim Qādī von Ilbīra, ʿAbd al-Malik ibn Salām al-Maʿāfirī, an. Der Qādī nahm ihre Zeugenaussagen auf, ließ Hārūn gefangen nehmen und in Ketten legen und schickte die Zeugenaussagen an den Emir Abd ar-Rahman II. nach Córdoba. Er unterrichtete eine Anzahl von führenden Rechtsgelehrten, unter denen sich auch Hārūns Bruder befand, über den Fall und forderte sie auf, ihr Gutachten dazu abzugeben.

## Der Prozess

### Verteidigung durch den Bruder
ʿAbd al-Malik ibn Habīb, der Bruder Hārūns, übernahm dessen Verteidigung und verfasste dazu ein zahlreiche Blätter umfassendes Schreiben, in dem er urteilte, dass keine Hadd-Strafe oder Ermessensstrafe (ʿuqūba) gegen seinen Bruder verhängt werden dürfe. Hinsichtlich der ersten Zeugenaussage argumentierte er, dass sie wertlos sei, weil entsprechend Koran und der Sunna des Propheten ohne zwei Zeugen kein Straftatbestand festgestellt werden könne.
Des Weiteren argumentierte er damit, dass man die beiden von seinem Bruder gemachten Äußerungen in der Weise deuten könne, dass diese nicht anstößig seien, und dies auch eine Pflicht für jeden Muslims darstelle, aufgrund des Ausspruches von ʿUmar ibn al-Chattāb: „Wenn ein Muslim einen anderen Muslim etwas sagen hört, sollte er nichts Böses darüber denken, sondern darin als Ausweg etwas Gutes finden.“ Die Aussage seines Bruders: „Ich habe gesehen, dass derjenige, der sich an Gott hält, im Stich gelassen wird“, müsse man in dem Sinne verstehen, dass er „bei euch im Stich gelassen wird, weil ihr ihm nicht helft und nicht sein Recht anerkennt.“  Und die Aussage, dass „derjenige, der sich an die Synagoge und die Hostien hält, eine hohe Stellung hat und in einer guten Situation ist“, sei ebenfalls in diesem Sinne zu verstehen. Sein Bruder habe damit nur sagen wollen, dass es in diesem Land wie in einem „nicht-islamischen Land“ zugehe, und auf das Konzept der „Verkommenheit der Zeit“ (fasād az-zamān) angespielt.
Was die zweite Äußerung anlangt, so meinte ʿAbd al-Malik, dass sie weniger schwer wiege, gestand aber zu, dass sie einer vernunftbegabten Person unwürdig sei und eher der Rede von unwissenden und urteilsunfähigen Menschen entsprach. Allerdings gab er zu bedenken, dass sich viele Menschen in der Weise äußerten, wenn sie ein Unglück befalle. Derjenige, der so etwas ausspreche, müsse zwar hart zurechtgewiesen und davon abgehalten werden, es zu wiederholen, eine Prügelstrafe oder Inhaftierung sei jedoch nicht notwendig. Schließlich verwies ʿAbd al-Malik auf das angebliche Prophetenwort „Wendet die Hadd-Strafen durch Ungewissheiten von meiner Umma ab!“ (Idra'ū l-ḥudūd bi-š-šubuhāt ʿan ummatī). Wenn diese Regel schon für Fälle gelte, in denen die Hadd-Strafe anzuwenden sei, müsse sie erst recht für alle anderen Fälle gelten. Wenn überhaupt eine Strafe notwendig sei, dann seien die sechs Monate, die er bereits im Kerker verbracht hatte, ausreichend.

### Die Gutachten der anderen Rechtsgelehrten
Ein anderer Rechtsgelehrter, Ibrāhīm ibn Husain ibn Chālid, entgegnete auf das Schreiben von ʿAbd al-Malik ibn Habīb mit einem eigenen längeren Schreiben und sprach sich darin für die Hinrichtung von Hārūn aus. Er wies auf Präzedenzfälle hin: auf ʿUmar ibn al-Chattāb, der einen gewissen Sabīgh wegen seiner Tendenz zum Streitgespräch gezüchtigt hatte, auf das Vorgehen von ʿAlī ibn Abī Tālib gegenüber denjenigen, die der Zandaqa beschuldigt worden waren, und auf die Tötung von Mālik ibn Nuwaira durch Chālid ibn al-Walīd, weil er Mohammed als „Euer Mann“ (ṣāhibu-kum) bezeichnet hatte. Auf die gleiche Weise müssten auch Hārūns Worte wörtlich genommen werden. Da sie auf einen Vorwurf der Ungerechtigkeit gegenüber Gott (taǧwīr Allāh) hinausliefen, sei es notwendig, ihn zu bestrafen. Eine versteckte Andeutung sei wie eine offene Erklärung zu behandeln (at-taʿrīḍ ka-t-taṣrīḥ). Für eine Anwendung des Prinzips der Abwendung der Hadd-Strafen durch Ungewissheiten bestehe kein Raum. Zwar sei richtig, dass man den Herrscher nicht über das Vergehen eines ehrbaren Mannes unterrichten solle, aber Hārūn sei nicht als ein solcher ehrbarer Mann anzusehen. Ibn Chālid schloss sein Gutachten mit der Empfehlung ab, gegen Hārūn die Todesstrafe zu verhängen bzw., wenn der Emir diese ablehne, ihn heftig zu verprügeln und lebenslang inhaftieren und hinsichtlich seines Falls brieflich die Autoritäten im Orient zu befragen.
Ein weiterer Rechtsgelehrter, Ibrāhīm ibn Husain ibn ʿĀsim, äußerte sich dagegen ähnlich wie ʿAbd al-Malik ibn Habīb und machte geltend, dass Hārūn in seiner zweiten Äußerung Abū Bakr und ʿUmar nicht verunglimpft, sondern im Gegenteil ihren hohen Rang herausgestellt habe. Da es in dem Fall von Hārūn Ungewissheiten gebe, riet er mit Verweis auf das angebliche Prophetenwort von der Anwendung der Todesstrafe ab. Auch der Qādī von Córdoba, Saʿīd ibn Sulaimān al-Ballūtī, schloss sich dieser Meinung an. Er äußerte, dass eine Tötung nur bei Totschlag, Lästerung Gottes oder einer seiner Propheten, Apostasie oder Muhāraba in Frage komme, nicht aber bei Übertretungen, wie sie Hārūn begangen hatte.

### Zweites Schreiben des Bruders an den Emir, Freilassung
Nachdem die anderen Rechtsgelehrten ihre Gutachten abgegeben hatten, schrieb ʿAbd al-Malik Ibn Habīb einen zweiten langen Brief an den Emir, in dem er Argumente gegen das Urteil von Ibrāhīm ibn Husain ibn Chālid vorbrachte und sich sehr herabsetzend gegenüber ihm, den anderen Rechtsgelehrten und dem Qādī äußerte. Er argumentierte, dass der Hauptgrund für den Prozess gegen seinen Bruder die Feindseligkeit der anderen Rechtsgelehrten ihm gegenüber sei sowie die Feindschaft des Qādīs von Elvira gegenüber seinem Bruder. Er schloss sein Schreiben mit der Aussage ab, dass der Emir, wenn er seine Meinung akzeptiere, nie mehr die anderen Rechtsgelehrten konsultieren möge. Umgekehrt solle er, wenn er jetzt auf die anderen Rechtsgelehrten höre, nie mehr ihn, ʿAbd al-Malik, konsultieren.
Der Emir stimmte schließlich ʿAbd al-Maliks Sicht zu und befahl, Hārūn freizulassen. ʿAbd al-Malik bat daraufhin den Emir, seinen Bruder nach Cordoba bringen zu lassen und ihn dort einzukerkern, als „Erziehungsmaßnahme für seine Frechheit und Widersetzlichkeit“ (adaban li-ǧurʾati-hī wa-ʿiṣyāni-hī).

## Politische Vorgeschichte
Wie Janina Safran gezeigt hat, hatte der Prozess gegen Hārūn ibn Habīb eine politische Vorgeschichte. Der Emir ʿAbd ar-Rahmān II. hatte am Anfang seiner Herrschaft den Posten des Qādīs von Cordoba mit einem Rechtsgelehrten aus Ilbīra namens Ibn Maʿmar besetzt. Das Verhältnis zwischen ihm und den anderen Rechtsgelehrten von Cordoba war sehr gespannt. Diese Spannungen eskalierten, als verschiedene führende Persönlichkeiten beim Emir Beschwerden über dessen Amtsführung einreichten. Der Emir erkundigte sich daraufhin beim führenden Rechtsgelehrten von Cordoba, Yahyā ibn Yahyā ibn Abī ʿĪsā, und entließ nach dessen zustimmender Stellungnahme zu den Beschwerden Ibn Maʿmar. Wenig später stellte der Emir fest, dass die Beschwerden unbegründet waren, und setzte Ibn Maʿmar wieder in sein Amt ein. Dieser lehnte von nun an jegliche Zusammenarbeit mit den Rechtsgelehrten von Córdoba ab und forderte, dass ein weiterer Rechtsgelehrter aus Ilbīra in das Gremium der Rechtsgelehrten von Córdoba aufgenommen würde. Dies war ʿAbd al-Malik ibn Habīb. Safran vermutet, dass die Feindschaft zwischen ihm und den anderen Gelehrten, auf die ʿAbd al-Malik ibn Habīb in seinem zweiten Schreiben Bezug nimmt, darin begründet war. Die Verurteilung von ʿAbd al-Maliks Bruder als Gotteslästerer, so nimmt sie an, zielte darauf ab, ihn selbst zu diskreditieren und aus seiner Position zu verdrängen.